# Comuna Vojnik
Vojnik (Občina Vojnik) este o comună din Slovenia, cu o populație de 7.825 de locuitori (2002).

## Localități
Arclin, Beli Potok pri Frankolovem, Bezenškovo Bukovje, Bezovica, Bovše, Brdce, Dol pod Gojko, Čreškova, Črešnjevec, Črešnjice, Dedni Vrh pri Vojniku, Frankolovo, Gabrovec pri Dramljah, Globoče, Gradišče pri Vojniku, Homec, Hrastnik, Hrenova, Ilovca, Ivenca, Jankova, Kladnart, Koblek, Konjsko, Landek, Lemberg pri Novi Cerkvi, Lešje, Lindek, Lipa pri Frankolovem, Male Dole, Nova Cerkev, Novake, Podgorje pod Čerinom, Polže, Pristava, Rakova Steza, Razdelj, Razgor, Razgorce, Rove, Selce, Socka, Straža pri Dolu, Straža pri Novi Cerkvi, Stražica, Tomaž nad Vojnikom, Trnovlje pri Socki, Velika Raven, Verpete, Vine, Vizore, Višnja vas, Vojnik, Zabukovje, Zlateče, Želče